# Dôme de Pistoie
Pour les articles homonymes, voir San Zeno.
Le dôme de Pistoie (Duomo di Pistoia ou Cattedrale di San Zeno en italien) est le principal édifice religieux de la ville de Pistoie, en Toscane. Il est situé sur la piazza del duomo dans le centre de la ville médiévale.

## Histoire
Construit à partir du Xe siècle, sa façade est de style roman, inspiré par les autres églises de la ville (San Bartolomeo et San Jacopo). L'intérieur comprend une nef et deux collatéraux, avec un presbytère et une crypte. Une restauration, entreprise entre 1952 et 1999 a redonné au dôme son aspect original.

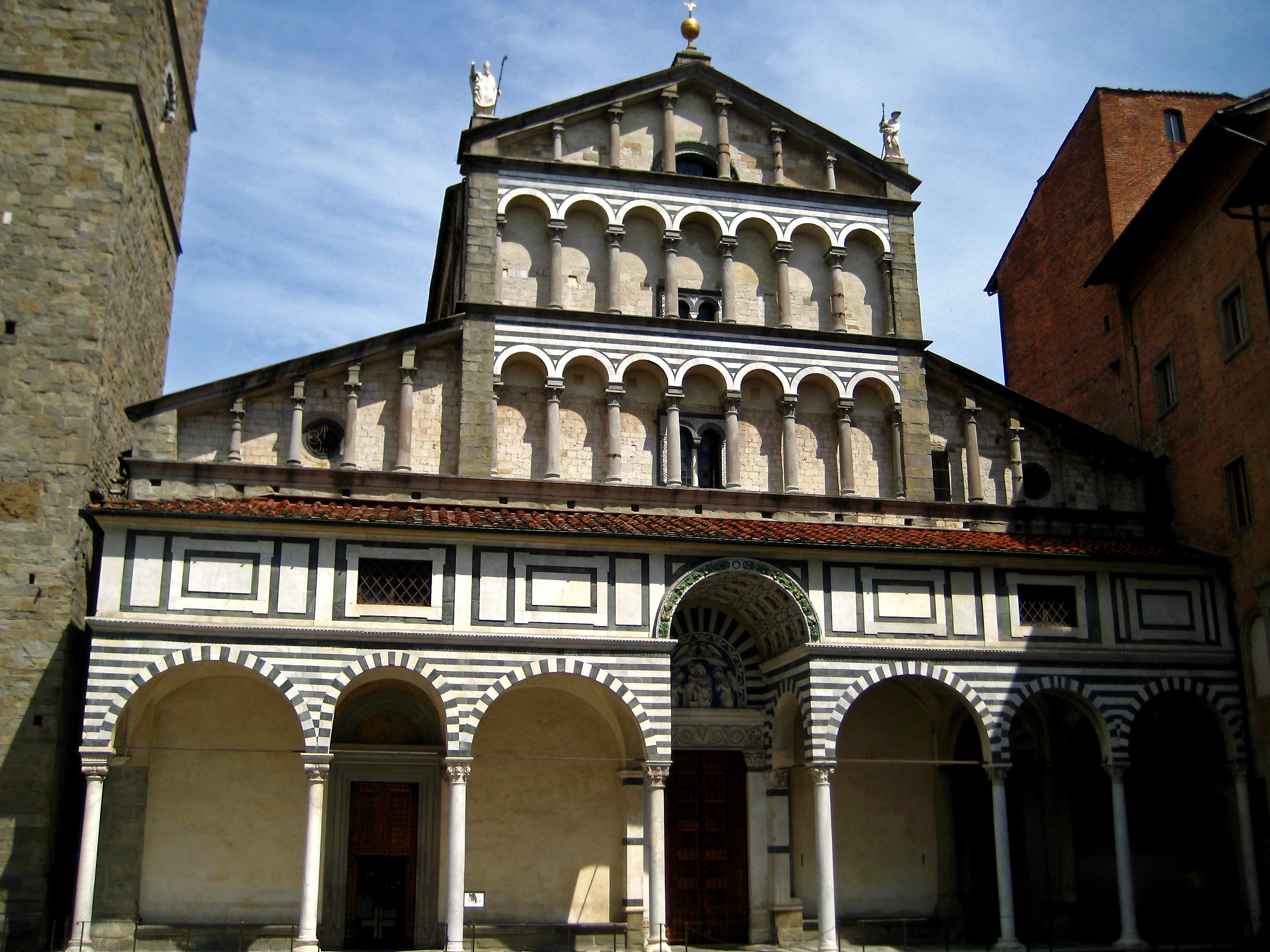
La façade
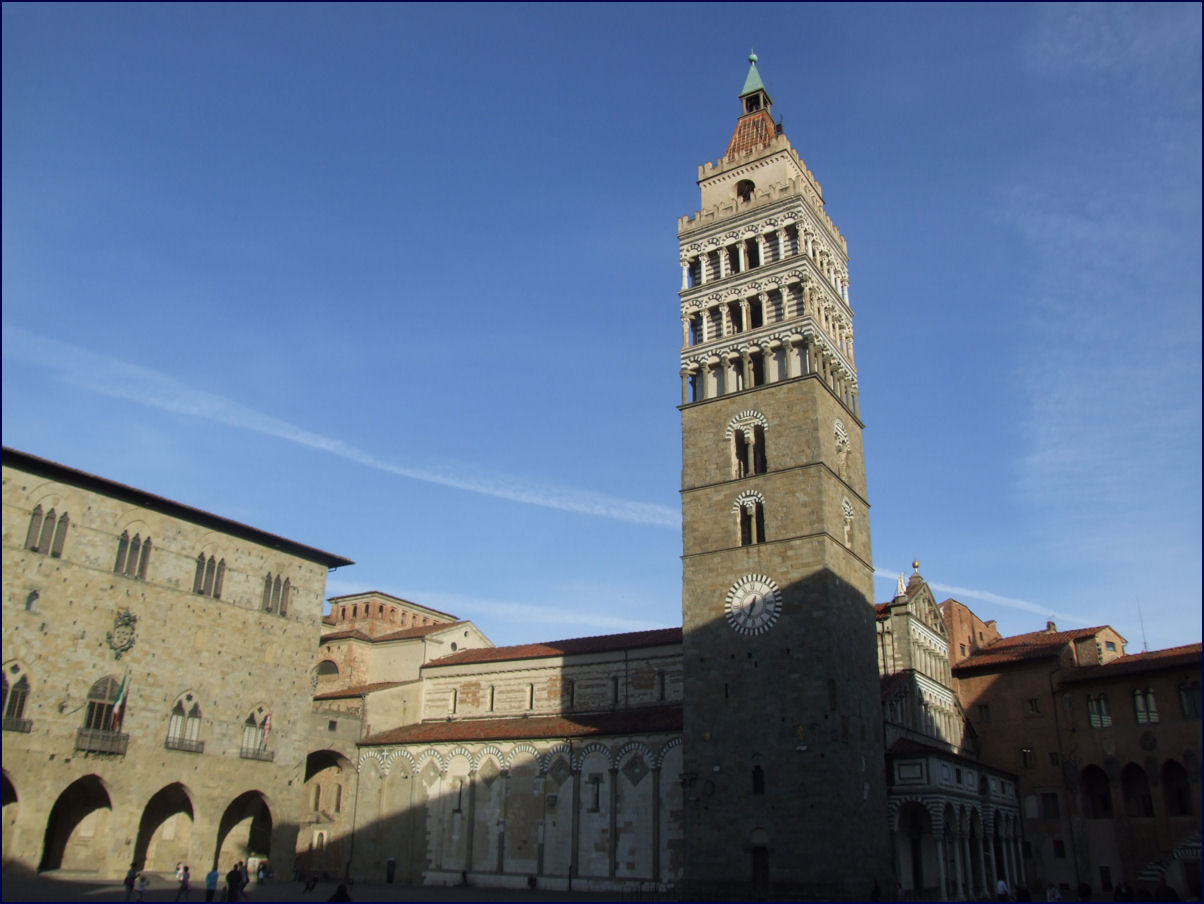
La campanile attenant au dôme
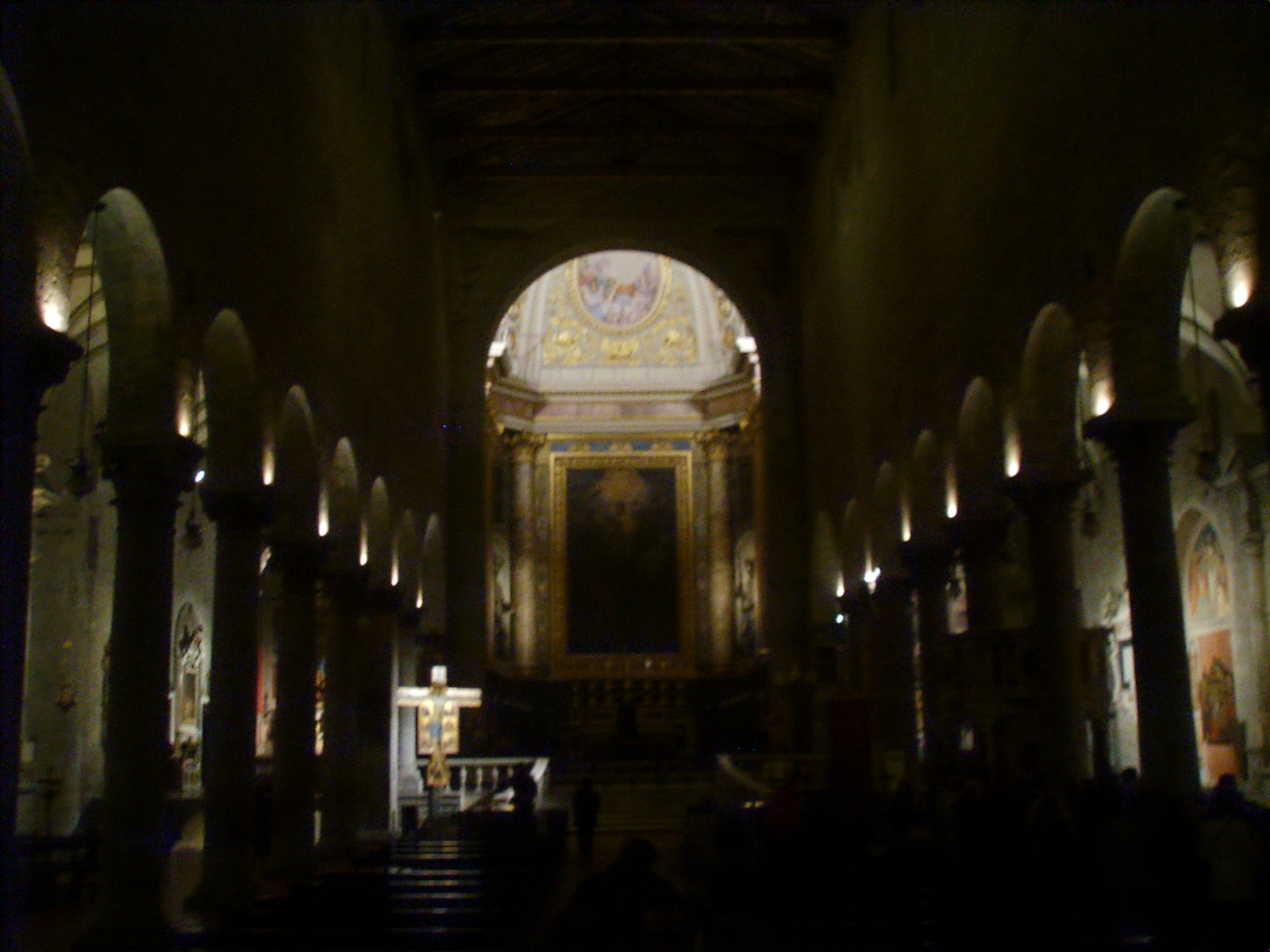
Vue intérieure lors d'une cérémonie nocturne
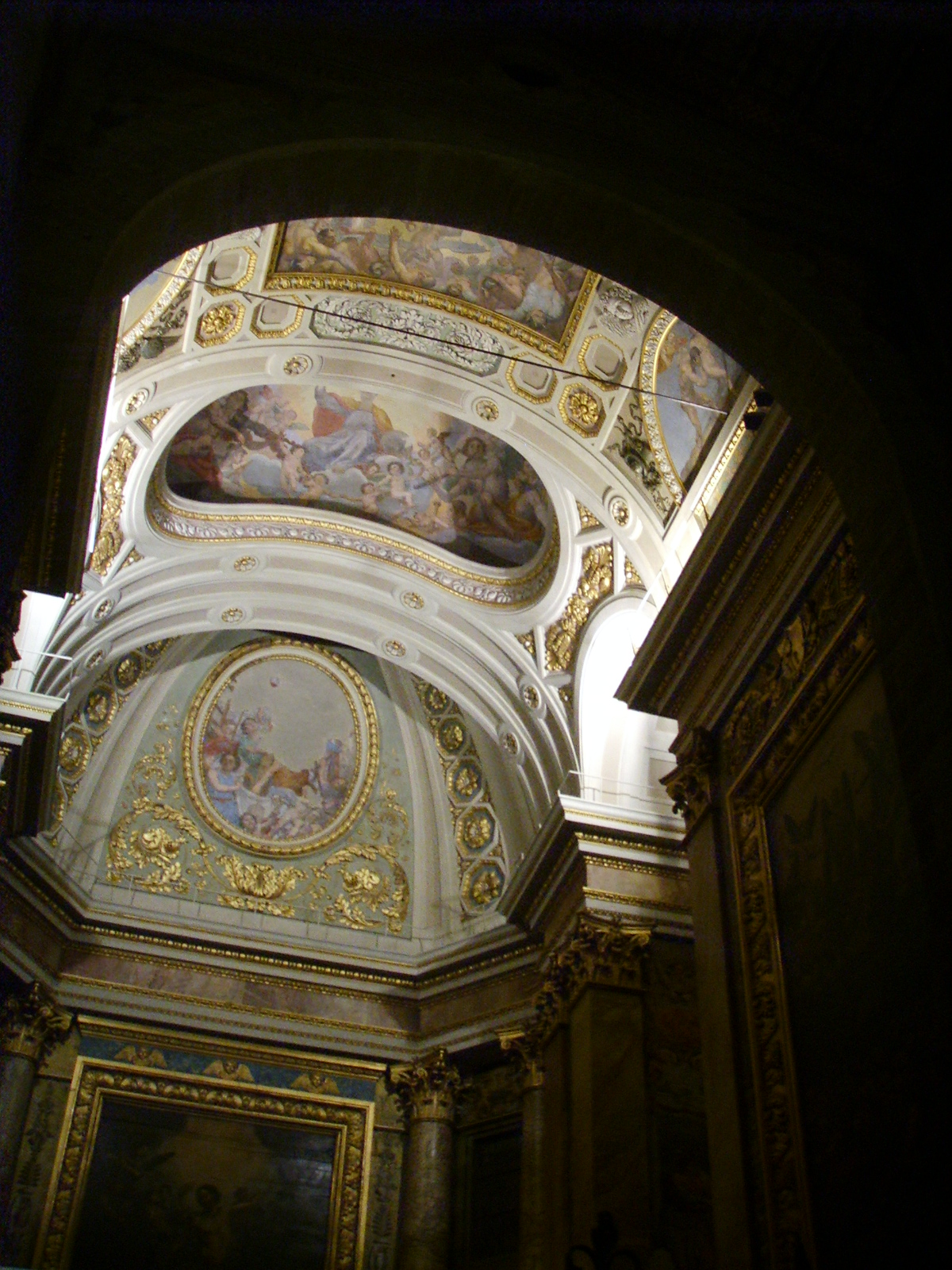
La voûte

## Œuvres
- Crucifix de San Zeno

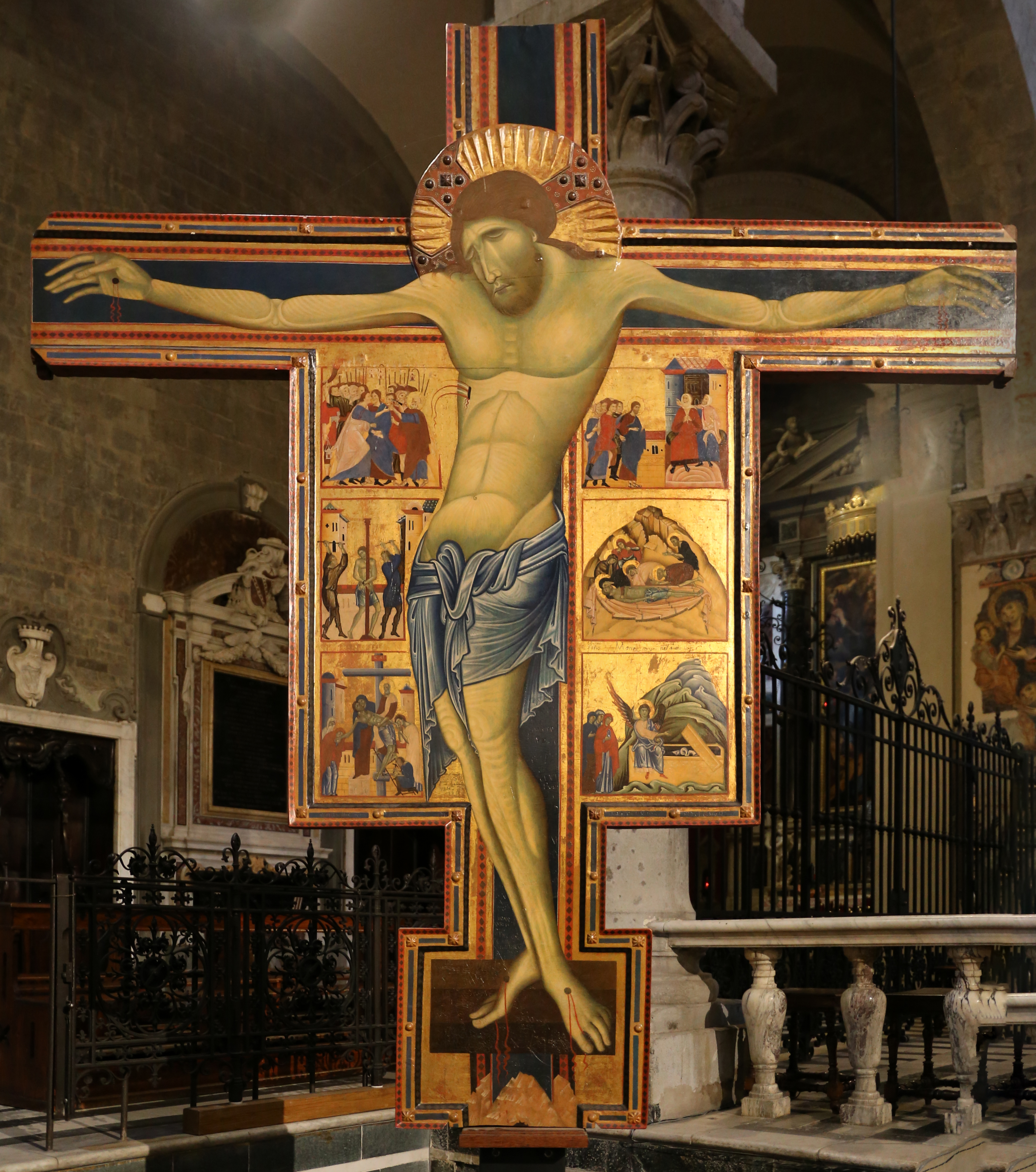
Crucifix de San Zeno

Les fresques de la coupole sont attribuées à Giovanni Domenico Ferretti qui séjourna à Pistoie de 1720 à 1725.